# Vitköttig gullmusseron
Vitköttig gullmusseron (Calocybe fallax) är en svampart som först beskrevs av Pier Andrea Saccardo, och fick sitt nu gällande namn av Redhead & Singer 1978. Calocybe fallax ingår i släktet Calocybe och familjen Lyophyllaceae.   Inga underarter finns listade i Catalogue of Life.
I den svenska databasen Dyntaxa används istället namnet Rugosomyces fallax för samma taxon.  Arten är reproducerande i Sverige.